# Life Unexpected
Life Unexpected är en amerikansk TV-serie från 2010. Serien handlar om Lux Cassidy, som hela sitt liv har slussats runt mellan olika fosterhem. När hennes sextonårsdag närmar sig ser Lux chansen att äntligen bli fri. Allt hon behöver är en underskrift från sina biologiska föräldrar. I pilotavsnittet begär hon ut dessa uppgifter och ger sig av för att finna dem. Hennes mamma visar sig vara Cate Cassidy, en i Oregon känd radiopratare som Lux regelbundet har lyssnat på under hela sin uppväxt. Sin biologiska pappa finner Lux i Nate Bazile, en slacker som gärna sover till lunchsnåret, och driver en egen bar. Att för första gången träffa sina biologiska föräldrar för att be om en underskrift och vända på klacken visar sig dock lättare sagt än gjort, i synnerhet som känslorna väller fram.
Serien började med tretton avsnitt och hade premiär på The CW i januari 2010. Den 18 maj samma år lät bolaget meddela att serien hade förnyats för en andra säsong, vilken hade premiär i amerikansk TV 14 september 2010. I Sverige visas serien sedan mars 2010 på TV400, och har senare även visats på TV4.

## Produktion
Serien är uteslutande filmad i Kanada.